# Circuito virtual
Um circuito virtual (CV) é um meio de transportar dados sobre uma rede de computadores de comutação de pacotes de modo que aparente existir um enlace da camada física entre os sistemas finais de origem e destino desses dados. O termo "circuito virtual" é sinônimo de conexão virtual e canal virtual. Antes que uma conexão ou circuito virtual possam ser usados, eles tem que ser estabelecidos, entre dois ou mais nós ou aplicações de software, por meio da configuração das partes relevantes da rede de interconectividade. Após isto, um fluxo de bits ou fluxo de bytes pode ser entregue entre os nós, desta forma um protocolo de circuito virtual permite que protocolos de alto nível evitem manipular a divisão de dados em segmentos, pacotes ou quadros.
A comunicação de circuitos virtuais assemelha-se à comutação de circuitos, uma vez que ambas são orientadas à conexão, o que significa que em ambos os casos os dados são entregues na ordem correta e a sinalização de sobrecarga é requerida durante a fase de estabelecimento de uma conexão. Entretanto, a comutação de circuitos fornece uma taxa de bits e latência constante, enquanto esta taxa pode variar em um serviço de circuito virtual devido a fatores como:
- variação de comprimentos de fila de pacotes nos nós de rede;
- variação da taxa de bits gerada pela aplicação;
- variação de carga de outros usuários compartilhando os mesmos recursos de rede por meios de multiplexação estatística, etc.